# Marcusenius cyprinoides
Marcusenius cyprinoides är en fiskart som först beskrevs av Carl von Linné 1758.  Marcusenius cyprinoides ingår i släktet Marcusenius och familjen Mormyridae. IUCN kategoriserar arten globalt som livskraftig. Inga underarter finns listade i Catalogue of Life.